# Tephrina osyraria
Tephrina osyraria är en fjärilsart som beskrevs av Gue 1858. Tephrina osyraria ingår i släktet Tephrina och familjen mätare. Inga underarter finns listade i Catalogue of Life.